# Półoś

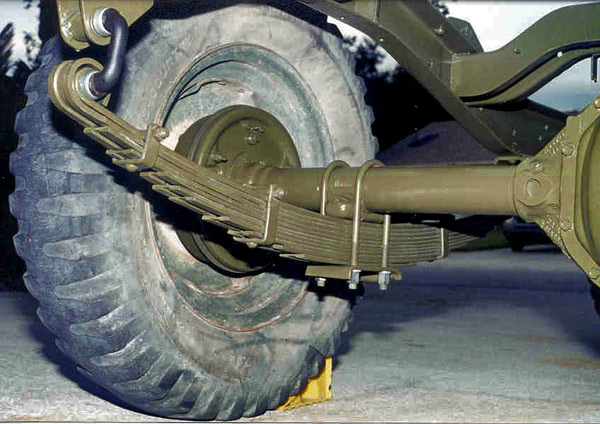
Zawieszenie pojazdu terenowego, półoś znajduje się w poziomym elemencie łączącym koło z mostem.

Półoś napędowa – wał, element układu napędowego pojazdu, łączy skrzynię biegów lub most napędowy z piastą koła, umożliwia przeniesienie momentu napędowego z silnika na koło pojazdu. 
Półosie napędowe służą do przenoszenia momentu obrotowego od przekładni głównej do kół napędowych samochodu. Półosie mogą być sztywne lub przegubowe w zależności od tego, czy doprowadzają moment do kół napędowych kierowanych czy niekierowanych oraz czy koła te są zawieszone zależnie czy niezależnie. 
Rozróżnia się następujące rodzaje półosi napędowych:
- nieodciążone – takie, które oprócz momentu skręcającego są obciążone momentami zginającymi od pionowych oraz poziomych podłużnych i poprzecznych sił reakcji podłoża, działających na koła napędowe w czasie jazdy samochodu.
- częściowo odciążone – takie które oprócz momentu skręcającego przenoszą też część momentów zginających od sił działających na koło napędowe samochodu.
- odciążone – nie przenoszą żadnych momentów zginających i pracują pod obciążeniem wyłącznie momentem skręcającym.